# Список порід собак
Перелік усіх порід собак відповідно до класифікації Міжнародної Кінологічної Федерації (МКФ).

## 1 Група МКФ. СОБАКИ-ВІВЧАРІ ТА СОБАКИ-СКОТАРІ (крім швейцарських собак-скотарів)
Перелік порід собак 1 групи МКФ відповідно до документа Circular #72/1997 від 20.11.97:

### Секція 1. Собаки-вівчарі
Номер стандарту, офіційна назва породи, країна походження
1. 293[1]. Австралійський келпі (Австралія)
2. 342[2]. Австралійська вівчарка (США)
3. 15[3]. Бельгійська вівчарка: а) ґрюнендаль; б) лакенуа; в) малінуа; г) тервюрен (Бельгія)
4. 194[4]. Бергамаська вівчарка (Італія)
5. 271[5]. Бірдед-колі (Велика Британія)
6. 297[6]. Бордер-колі (Велика Британія)
7. 44[7]. Босська вівчарка, Босерон (Франція)
8. 113[8]. Бріард (Франція)
9. 38[9]. Валлійський коргі-кардіґен (Велика Британія)
10. 39[10]. Валлійський коргі-пемброк (Велика Британія)
11. 223[11]. Голландська вівчарка: а) грубошерстий; б) довгошерстий; в) короткошерстий (Нідерланди)
12. 313[12]. Голландський шепендойс (Нідерланди)
13. 87[13]. Каталонська вівчарка (Іспанія)
14. 156[14]. Колі довгошерстий (Велика Британія)
15. 296[15]. Колі короткошерстий (Велика Британія)
16. 53[16]. Комондор (Угорщина)
17. 54[17]. Кувас (Угорщина)
18. 360[18]. Ланкашир-хілер (Велика Британія)
19. 321[19]. Мальоркська вівчарка (Іспанія)
20. 201[20]. Маремма-абруцька вівчарка (Італія)
21. 238[21]. Муді (Угорщина)
22. 166[22]. Німецька вівчарка: а) довгошерстий; б) короткошерстий (Німеччина)
23. 326[23]. Українська вівчарка (Україна)
24. 176[24]. Пікардійська вівчарка (Франція)
25. 138[25]. Піренейська гладколиця вівчарка (Франція)
26. 141[26]. Піренейська довгошерста вівчарка (Франція)
27. 251[27]. Польський низовинний вівчар (Польща)
28. 93[28]. Португальська вівчарка (Португалія)
29. 55[29]. Пулі а) білий б) чорний, сірий, рудий (Угорщина)
30. 56[30]. Пумі (Угорщина)
31. 350[31]. Румунська карпатська вівчарка (Румунія)
32. 349[32]. Румунська міорітська вівчарка (Румунія)
33. 311[33]. Саарлусвольфдоґ (Нідерланди)
34. 142[34]. Словацький чувач (Словаччина)
35. 16[35]. Староанглійська вівчарка (Велика Британія)
36. 252[36]. Татранська вівчарка (Польща)
37. 277[37]. Хорватська вівчарка (Хорватія)
38. 332[38]. Чехословацька вовкособака (Чехословаччина / Словаччина)
39. 347[39]. Швейцарська біла вівчарка (Швейцарія)
40. 88[40]. Шетландська вівчарка (Велика Британія)
41. 83[41]. Шиперке (Бельгія)

### Секція 2. Собаки-скотарі (крім швейцарських собак-скотарів)
Номер стандарту, офіційна назва породи, країна походження
1. 287[42]. Австралійський скотар (Австралія)
2. 351[43]. Австралійський куцохвостий скотар (Австралія)
3. 171[44]. Арденський був'є (Бельгія)
4. 191[45]. Фландрський був'є (Бельгія—Франція)

## 2 Група МКФ. ПІНЧЕРИ, ШНАУЦЕРИ, МОЛОСИ ТА ШВЕЙЦАРСЬКІ ГІРСЬКІ СОБАКИ
Перелік порід собак 2 групи МКФ відповідно до документа Circular #72/1997 від 20.11.97:

### Секція 1. Пінчери та шнауцери

#### 1.1 Пінчери
Номер стандарту, офіційна назва породи, країна походження
1. 64[46]. Австрійський пінчер (Австрія)
2. 186[47]. Афенпінчер (Німеччина)
3. 143[48]. Доберман (Німеччина)
4. 185[49]. Мініатюрний пінчер (Німеччина)
5. 184[50]. Німецький пінчер (Німеччина)

#### 1.2 Шнауцери
Номер стандарту, офіційна назва породи, країна походження
1. 181[51]. Великий шнауцер: а) перець з сіллю; б) чорний (Німеччина)
2. 183[52]. Мініатюрний шнауцер: а) білий; б) перець з сіллю; в) чорний; г) чорний зі сріблом (Німеччина)
3. 182[53]. Шнауцер: а) перець з сіллю; б) чорний (Німеччина)

1.3 Смоусхонд
Номер стандарту, офіційна назва породи, країна походження
1. 308[54]. Голландський смоусхонд (Нідерланди)

1.4 Чорний тер'єр
Номер стандарту, офіційна назва породи, країна походження
1. 327[55]. Російський чорний тер'єр (Росія)

### Секція 2. Молоси
Номер стандарту, офіційна назва породи, країна походження
1. 343[56]. Кане-корсо (Італія)

2.1 Тип мастифа
Номер стандарту, офіційна назва породи, країна походження
1. 144[57]. Боксер (Німеччина)
2. 315[58]. Броголмер (Данія)
3. 149[59]. Бульдоґ (Велика Британія)
4. 157[60]. Бульмастиф (Велика Британія)
5. 235[61]. Великий данець: а) блакитний; б) палевий та тигровий; в) чорний та мармуровий (Німеччина)
6. 292[62]. Доґо-аргентино (Аргентина)
7. 116[63]. Доґо-де-бордо (Франція)
8. 346[64]. Доґо-канаріо (Іспанія)
9. 249[65]. Мальоркський мастиф (Іспанія)
10. 264[66]. Мастиф (Велика Британія)
11. 197[67]. Неаполітанський мастиф (Італія)
12. 147[68]. Ротвейлер (Німеччина)
13. 340[69]. Сан-мігельський скотар (Португалія)
14. 260[70]. Тоса (Японія)
15. 353[71]. Уругвайський сімарон (Уругвай)
16. 225[72]. Філа-бразилейро (Бразилія)
17. 309[73]. Шар-пей (Китай — Велика Британія)

2.2 Гірський тип
Номер стандарту, офіційна назва породи, країна походження
1. 96[74]. Алентежуйський рафейро (Португалія)
2. 247[75]. Атласний гірський собака, Аіді (Марокко)
3. 355[76]. Боснійсько-герцеговинсько-хорватська вівчарка (Боснія і Герцеговина—Хорватія)
4. 356[77]. Дансько-шведський фермерський собака (Данія—Швеція)
5. 173[78]. Естрельський гірський собака: а) довгошерстий; б) короткошерстий (Португалія)
6. 91[79]. Іспанський мастиф (Іспанія)
7. 328[80]. Кавказька вівчарка (Росія)
8. 331[81]. Канґальський вівчар (Туреччина)
9. 278[82]. Карстовий вівчар (Словенія)
10. 170[83]. Кастро-лаборейський собака (Португалія)
11. 226[84]. Ландсір, європейський континентальний тип (Німеччина—Швейцарія)
12. 145[85]. Леонбергер (Німеччина)
13. 50[86]. Ньюфаундленд (Канада—МКФ)
14. 357[87]. Південносхідний європейська вівчарка (Румунія—Сербія)
15. 137[88]. Піренейський гірський собака (Франція)
16. 92[89]. Піренейський мастиф (Іспанія)
17. 61[90]. Сенбернар: а) довгошерстий; б) короткошерстий (Швейцарія)
18. 335[91]. Середньоазійська вівчарка (Росія)
19. 230[92]. Тибетський мастиф (Тибет, Китай—МКФ)
20. 190[93]. Ховаварт (Німеччина)
21. 41[94]. Югославська вівчарка, Шарпланіна (Сербія—Македонія)

### Секція 3.Швейцарські гірські собаки та собаки-скотарі
Номер стандарту, офіційна назва породи, країна походження
1. 46[95]. Аппенцельський скотар (Швейцарія)
2. 45[96]. Бернський гірський собака (Швейцарія)
3. 58[97]. Великий швейцарський гірський собака (Швейцарія)
4. 47[98]. Ентлебухський скотар (Швейцарія)

## 3 Група МКФ. ТЕР'ЄРИ
Перелік порід собак 3 групи МКФ відповідно до документа Circular #72/1997 від 20.11.97

### Секція 1.Великі та середні тер'єри
Номер стандарту, офіційна назва породи, країна походження
1. 9[99]. Бедлінгтонтер'єр (Велика Британія)
2. 341[100]. Бразильський тер'єр (Бразилія)
3. 10[101]. Бордертер'єр (Велика Британія)
4. 78[102]. Вельштер'єр (Велика Британія)
5. 7[103]. Ердельтер'єр (Велика Британія)
6. 302[104]. Ірландський ґлен-оф-імаал-тер'єр (Ірландія)
7. 40[105]. Ірландський софт-коатед-вітен-тер'єр (Ірландія)
8. 139[106]. Ірландський тер'єр (Ірландія)
9. 3[107]. Кері-блю-тер'єр (Ірландія)
10. 70[108]. Лейклендтер'єр (Велика Британія)
11. 71[109]. Манчестертер'єр (Велика Британія)
12. 103[110]. Німецький мисливський тер'єр (Німеччина)
13. 339[111]. Парсон-расел-тер'єр (Велика Британія)
14. 12[112]. Фокстер'єр (гладкошерстий) (Велика Британія)
15. 169[113]. Фокстер'єр (жорсткошерстий) (Велика Британія)

### Секція 2. Дрібні тер'єри
Номер стандарту, офіційна назва породи, країна походження
1. 8[114]. Австралійський тер'єр (Австралія)
2. 85[115]. Вест-хайленд-вайт-тер'єр (Велика Британія)
3. 168[116]. Денді-динмонт-тер'єр (Велика Британія)
4. 345[117]. Джек-расел-тер'єр (Велика Британія)
5. 4[118]. Кернтер'єр (Велика Британія)
6. 72[119]. Норвічтер'єр (Велика Британія)
7. 272[120]. Норфолктер'єр (Велика Британія)
8. 74[121]. Сіліхемтер'єр (Велика Британія)
9. 75[122]. Скайтер'єр (Велика Британія)
10. 246[123]. Чеський тер'єр (Чехія)
11. 73[124]. Шотландський тер'єр (Велика Британія)
12. 259[125]. Японський тер'єр (Японія)

### Секція 3. Буль-тип
Номер стандарту, офіційна назва породи, країна походження
1. 286[126]. Американський стафордширтер'єр (США)
2. 11[127]. Бультер'єр (Велика Британія)
3. 359[128]. Мініатюрний бультер'єр (Велика Британія)
4. 76[129]. Стафордшир-буль-тер'єр (Велика Британія)

### Секція 4. Тойтер'єри
Номер стандарту, офіційна назва породи, країна походження
1. 236[130]. Австралійський сілкітер'єр (Австралія)
2. 13[131]. Англійський тойтер'єр (чорний з підпалинами) (Велика Британія)
3. 86[132]. Йоркширтер'єр (Велика Британія)

## 4 Група МКФ. ДАКСГУНДИ (Такси)
Перелік порід собак 4 групи МКФ відповідно до документа Circular 72/1997 від 20.11.97
Номер стандарту, офіційна назва породи, країна походження
1. 148[133]. Даксгунд гладкошерстий (Німеччина)
2. 148. Даксгунд довгошерстий (Німеччина)
3. 148. Даксгунд жорсткошерстий (Німеччина)
4. 148. Даксгунд мініатюрний гладкошерстий (Німеччина)
5. 148. Даксгунд мініатюрний довгошерстий (Німеччина)
6. 148. Даксгунд мініатюрний жорсткошерстий (Німеччина)
7. 148. Даксгунд кролячий гладкошерстий (Німеччина)
8. 148. Даксгунд кролячий довгошерстий (Німеччина)
9. 148. Даксгунд кролячий жорсткошерстий (Німеччина)

## 5 Група МКФ. ШПІЦИ ТА ПРИМІТИВНІ
Перелік порід собак 5 групи МКФ відповідно до документа Circular #72/1997 від 20.11.97:

### Секція 1. Північні їздові собаки
Номер стандарту, офіційна назва породи, країна походження
1. 243[134]. Аляскинський маламут (США)
2. 274[135]. Ґрендладський собака (Ґренландія—Данія)
3. 212[136]. Самоїд (Росія—Об'єднання північних країн)
4. 270[137]. Сибірський хаскі (США)

### Секція 2. Північні мисливські собаки
Номер стандарту, офіційна назва породи, країна походження
1. 306[138]. Західносибірська лайка (Росія)
2. 42[139]. Ємтхунд (Швеція)
3. 48[140]. Карельський мисливський собака (Фінляндія)
4. 276[141]. Норботеншпіц (Швеція)
5. 265[142]. Норвезький лундехунд (Норвегія)
6. 242[143]. Норвезький сірий елкгаунд (Норвегія)
7. 268[144]. Норвезький чорний елкгаунд (Норвегія)
8. 304[145]. Російсько-європейський лайка (Росія)
9. 305[146]. Східносибірський лайка (Росія)
10. 49[147]. Фінський шпіц (Фінляндія)

### Секція 3. Північні сторожові собаки та собаки-оленярі
Номер стандарту, офіційна назва породи, країна походження
1. 289[148]. Ісландська вівчарка (Ісландія)
2. 284[149]. Лапландський оленяр (Фінляндія)
3. 237[150]. Норвезький бухунд (Норвегія)
4. 14[151]. Шведський волхунд (Швеція)
5. 135[152]. Шведський лапхунд (Швеція)
6. 189[153]. Фінський лапхунд (Фінляндія)

### Секція 4. Європейські шпіци
Номер стандарту, офіційна назва породи, країна походження
1. 195[154]. Італійський вольпіно (Італія)
2. 97[155]. Німецький вольфшпіц (Німеччина)
3. 97. Німецький шпіц великий: а) білий; б) коричневий та чорний (Німеччина)
4. 97. Німецький шпіц середній: а) білий; б) коричневий та чорний; в) помаранчевий, сірий та інші забарвлення (Німеччина)
5. 97. Німецький шпіц мініатюрний: а) білий; б) коричневий та чорний; в) помаранчевий, сірий та інші забарвлення (Німеччина)
6. 97. Німецький шпіц-той, померанський (Німеччина)

### Секція 5. Азійські шпіци та споріднені породи
Номер стандарту, офіційна назва породи, країна походження
1. 255[156]. Акіта (Японія)
2. 344[157]. Американський акіта (Японія)
3. 291[158]. Євразієць (Німеччина)
4. 317[159]. Каі (Японія)
5. 318[160]. Кішу (Японія)
6. 334[161]. Корейський джиндо (Південна Корея)
7. 358[162]. Тайський банґкаєвський собака (Таїланд)
8. 261[163]. Хокайдо (Японія)
9. 205[164]. Чау-чау (Китай—Велика Британія)
10. 257[165]. Шиба (Японія)
11. 319[166]. Шикоку (Японія)
12. 262[167]. Японський шпіц (Японія)

### Секція 6. Примітивні
Номер стандарту, офіційна назва породи, країна походження
1. 43[168]. Басенджі (Центральна Африка—Велика Британія)
2. 234[169]. Ксолоітцкуінтлі: а) стандартний; б) середній; в) мініатюрний (Мексика)
3. 310[170]. Перуанський голий собака: а) великий; б) середній; в) мініатюрний (Перу)
4. 248[171]. Фараоновий собака (Мальта—Велика Британія)
5. 273[172]. Ханаанський собака (Ізраїль)

### Секція 7. Примітивні мисливські собаки
Номер стандарту, офіційна назва породи, країна походження
1. 329[173]. Канарський поденко (Іспанія)
2. 89[174]. Поденко-ібісенко: а) гладкошерстий; б) грубошерстий (Іспанія)
3. 94[175]. Португальський поденґо гладкошерстий та короткошерстий: а) великий; б) середній; в) малий (Португалія)
4. 94. Португальський поденґо довгошерстий та жорсткошерстий: а) великий; б) середній; в) малий (Португалія)
5. 348[176]. Тайванський собака (Тайвань)
6. 338[177]. Тайський ріджбек (Таїланд)
7. 199[178]. Чирнеко-дель-етна (Італія)

## 6 Група МКФ. ГОНЧАКИ ТА СПОРІДНЕНІ ПОРОДИ
Перелік порід собак 6 групи МКФ відповідно до документа Circular #72/1997 від 20.11.97):

### Секція 1. Гончаки

#### 1.1 Великі
Номер стандарту, офіційна назва породи, країна походження
1. 303[179]. Американський фоксгаунд (США)
2. 159[180]. Англійський фоксгаунд (Велика Британія)
3. 25[181]. Біли (Франція)
4. 84[182]. Бладгаунд (Бельгія)
5. 324[183].Великий англо-французький біло-помаранчевий гончак (Франція)
6. 323[184]. Великий англо-французький біло-чорний гончак (Франція)
7. 322[185]. Великий англо-французький триколірний гончак (Франція)
8. 282[186]. Великий вандеенський грифон (Франція)
9. 22[187]. Великий ґасконський блакитний гончак (Франція)
10. 21[188]. Ґасконський сентонжуа (Франція)
11. 300[189]. Кунгаунд чорний з підпалинами (США)
12. 294[190]. Отергаунд (Велика Британія)
13. 52[191]. Польський гончак (Польща)
14. 316[192]. Французький біло-помаранчевий гончак (Франція)
15. 220[193]. Французький біло-чорний гончак (Франція)
16. 219[194]. Французький триколірний гончак (Франція)

#### 1.2 Середні
Номер стандарту, офіційна назва породи, країна походження
1. 63[195]. Австрійський чорний з підпалинами гончак (Австрія)
2. 20[196]. Ар'єзький гончак (Франція)
3. 28[197]. Артуазький гончак (Франція)
4. 290[198]. Біґль-гаріер (Франція)
5. 155[199]. Боснійський гончак (Боснія—МКФ)
6. 66[200]. Бретонський рудуватий грифон (Франція)
7. 32[201]. Ґасконський блакитний грифон (Франція)
8. 267[202]. Галденський гончак (Норвегія)
9. 295[203]. Гаріер (Велика Британія)
10. 132[204]. Гамільтонстеоваре (Швеція)
11. 214[205]. Еллінський гончак (Греція)
12. 204[206]. Іспанський гончак (Іспанія)
13. 152[207]. Істрійський жорсткошерстий гончак (Хорватія)
14. 151[208]. Істрійський короткошерстий гончак (Хорватія)
15. 198[209]. Італійський грубошерстий гончак (Італія)
16. 337[210]. Італійський короткошерстий гончак (Італія)
17. 31[211]. Малий ґасконський блакитний гончак (Франція)
18. 17[212]. Нівернеський грифон (Франція)
19. 203[213]. Норвезький гончак (Норвегія)
20. 24[214]. Пойтевін (Франція)
21. 354[215]. Польський мисливський собака (Польща)
22. 30[216]. Порселейн (Франція)
23. 154[217]. Посавінський гончак (Хорватія)
24. 150[218]. Сербський гончак (Сербія)
25. 229[219]. Сербський триколірний гончак (Сербія)
26. 325[220]. Середній англо-французький гончак (Франція)
27. 19[221]. Середній вандеенський грифон (Франція)
28. 244[222]. Словацький гончак (Словаччина)
29. 129[223]. Смоландсстеоваре (Швеція)
30. 68[224]. Тірольський гончак (Австрія)
31. 241[225]. Угорський гончак (Угорщина)
32. 51[226]. Фінський гончак (Фінляндія)
33. 266[227]. Хіґенський гончак (Норвегія)
34. 279[228]. Чорногорський гірський гончак (Чорногорія)
35. 59[229]. Швейцарський гончак: а) бернський; б) люцернський; в) швіцький; г) юранський (Швейцарія)
36. 131[230]. Шилерстеоваре (Швеція)
37. 62[231]. Штирський грубошерстий гончак (Австрія)

#### 1.3 Малі
Номер стандарту, офіційна назва породи, країна походження
1. 34[232]. Артезено-нормандський басет (Франція)
2. 163[233]. Басет-гаунд (Велика Британія)
3. 161[234]. Біґль (Велика Британія)
4. 36[235]. Бретонський рудуватий басет (Франція)
5. 33[236]. Великий вандеенський басет-грифон (Франція)
6. 100[237]. Вестфальський даксбраке (Німеччина)
7. 35[238]. Ґасконський блакитний басет (Франція)
8. 130[239]. Древер (Швеція)
9. 67[240]. Малий вандеенський басет-грифон (Франція)
10. 60[241]. Малий швейцарський гончак: а) бернський; б) люцернський; в) швіцький; г) юранський (Швейцарія)
11. 299[242]. Німецький гончак (Німеччина)

### Секція 2. Нюхачі
Номер стандарту, офіційна назва породи, країна походження
1. 254[243]. Альпійський даксбраке (Австрія)
2. 217[244]. Баварський гірський слідовий гончак (Німеччина)
3. 213[245]. Ганноверський слідовий гончак (Німеччина)

### Секція 3. Споріднені породи
Номер стандарту, офіційна назва породи, країна походження
1. 153[246]. Далматин (Хорватія)
2. 146[247]. Родезійський ріджбек (Південна Африка / ПАР—Зімбабве)

## 7 Група МКФ. ЛЯГАВІ
Перелік порід собак 7 групи МКФ відповідно до документа Circular #72/1997 від 20.11.97:

### Секція 1. Континентальні лягаві

#### 1.1 Тип пойнтерів
Номер стандарту, офіційна назва породи, країна походження
1. 177[248]. Ар'єзький лягавий собака (Франція)
2. 179[249]. Бурбонський лягавий собака (Франція)
3. 90[250]. Бургоський лягавий собака (Іспанія)
4. 99[251]. Веймаранер: а) короткошерстий; б) довгошерстий (Німеччина)
5. 202[252]. Італійський лягавий собака (Італія)
6. 232[253]. Німецький штихельхар (Німеччина)
7. 98[254]. Німецький жорсткошерстий лягавий собака (Німеччина)
8. 119[255]. Німецький короткошерстий лягавий собака (Німеччина)
9. 180[256]. Овернський пойнтер (Франція)
10. 187[257]. Португальський лягавий собака (Португалія)
11. 216[258]. Пудельпойнтер (Німеччина)
12. 115[259]. Сен-жерменський пойнтер (Франція)
13. 320[260]. Словацький жорсткошерстий пойнтер (Словаччина)
14. 281[261]. Староданський лягавий собака (Данія)
15. 239[262]. Угорський жорсткошерстий пойнтер (вижла) (Угорщина)
16. 57[263]. Угорський короткошерстий пойнтер (вижла) (Угорщина)
17. 133[264]. Французький лягавий собака ґасконського типу (Франція)
18. 134[265]. Французький лягавий собака піренейського типу (Франція)

#### 1.2 Тип спанієлів
Номер стандарту, офіційна назва породи, країна походження
1. 95[266]. Бретонський спанієль (Франція)
2. 118[267]. Великий мюнстерлендер (Німеччина)
3. 224[268]. Дрентський патрейсхунд (Нідерланди)
4. 102[269]. Малий мюнстерлендер (Німеччина)
5. 117[270]. Німецький ланґхар (Німеччина)
6. 106[271]. Пікардійський блакитний спанієль (Франція)
7. 108[272]. Пікардійський спанієль (Франція)
8. 114[273]. Понт-аудемерський спанієль (Франція)
9. 222[274]. Стабейхоун (Нідерланди)
10. 175[275]. Французький спанієль (Франція)

#### 1.3 Тип грифонів
Номер стандарту, офіційна назва породи, країна походження
1. 245[276]. Богемський жорсткошерстий лягавий собака (Чехія)
2. 165[277]. Італійський спіноне (Італія)
3. 107[278]. Французький жорсткошерстий пойнтер грифон (Франція)

### Секція 2. Британські та ірландські пойнтери та сетери

#### 2.1 Пойнтер
Номер стандарту, офіційна назва породи, країна походження
1. 1[279]. Англійський пойнтер (Велика Британія)

#### 2.2 Сетери
Номер стандарту, офіційна назва породи, країна походження
1. 2[280]. Англійський сетер (Велика Британія)
2. 6[281]. Ґордон-сетер (Велика Британія)
3. 120[282]. Ірландський червоний сетер (Ірландія)
4. 330[283]. Ірландський червоно-білий сетер (Ірландія)

## 8 Група МКФ. РЕТРИВЕРИ, СОБАКИ ПО ВОДОПЛАВНІЙ ДИЧИНІ ТА ВОДЯНІ СОБАКИ
Перелік порід собак 8 групи МКФ відповідно до документа Circular #72/1997 від 20.11.97:

### Секція 1. Ретривери
Номер стандарту, офіційна назва породи, країна походження
1. 111[284]. Ґолден-ретривер (Велика Британія)
2. 110[285]. Курчавошерстий ретривер (Велика Британія)
3. 122[286]. Лабрадор-ретривер (Велика Британія)
4. 312[287]. Новошотландський ретривер (Канада)
5. 121[288]. Прямошерстий ретривер (Велика Британія)
6. 263[289]. Чесапік-бей-ретривер (США)

### Секція 2. Собаки по водоплавній дичині
Номер стандарту, офіційна назва породи, країна походження
1. 167[290]. Американський кокер-спанієль (США)
2. 5[291]. Англійський кокер-спанієль (Велика Британія)
3. 125[292]. Англійський спринґер-спанієль (Велика Британія)
4. 126[293]. Вельш-спринґер-спанієль (Велика Британія)
5. 109[294]. Кламбер-спанієль (Велика Британія)
6. 314[295]. Нідерландський кокерхонде (Нідерланди)
7. 104[296]. Німецький спанієль (Німеччина)
8. 127[297]. Сасекс-спанієль (Велика Британія)
9. 123[298]. Філд-спанієль (Велика Британія)

### Секція 3. Водяні собаки
Номер стандарту, офіційна назва породи, країна походження
1. 301[299]. Американський водяний спаніель (США)
2. 124[300]. Ірландський водяний спанієль (Ірландія)
3. 336[301]. Іспанський водяний собака (Іспанія)
4. 37[302]. Португальський водяний собака (Португалія)
5. 298[303]. Романський водяний собака (Італія)
6. 105[304]. Французький водяний собака (Франція)
7. 221[305]. Фризький водяний собака (Нідерланди)

## 9 Група МКФ. СОБАКИ-КОМПАНЬЙОНИ ТА ТОЇ
Перелік порід собак 9 групи МКФ відповідно до документа Circular #72/1997 від 20.11.97:

### Секція 1. Бішони та споріднені породи

#### 1.1 Бішони
Номер стандарту, офіційна назва породи, країна походження
1. 215[306]. Бішон-фрізе (Бельгія—Франція)
2. 196[307]. Болонез (Італія)
3. 250[308]. Гаванез (Західне Середземномор'я—Італія)
4. 65[309]. Мальтез (Центральне Середземномор'я—Італія)

#### 1.2 Котон-де-тулеар
Номер стандарту, офіційна назва породи, країна походження
1. 283[310]. Котон-де-тулеар (Франція)

#### 1.3 Маленький лев
Номер стандарту, офіційна назва породи, країна походження
1. 233[311]. Маленький лев (Франція)

### Секція 2. Пудль
Номер стандарту, офіційна назва породи, країна походження
1. 172[312]. Пудль великий: а) білий, коричневий та чорний; б) абрикосовий та сріблястий (Франція)
2. 172. Пудль малий: а) білий, коричневий та чорний; б) абрикосовий та сріблястий (Франція)
3. 172. Пудль мініатюрний: а) білий, коричневий та чорний; б) абрикосовий та сріблястий (Франція)
4. 172. Пудль той (Франція)

### Секція 3. Малі бельгійські собаки

#### 3.1 Грифони
Номер стандарту, офіційна назва породи, країна походження
1. 81[313]. Бельгійський грифон (Бельгія)
2. 80[314]. Брюссельський грифон (Бельгія)

#### 3.2 Петіт-брабансон
Номер стандарту, офіційна назва породи, країна походження
1. 82[315]. Петіт-брабансон (Бельгія)

### Секція 4. Безволосі собаки
Номер стандарту, офіційна назва породи, країна походження
1. 288[316]. Китайський чубатий собака (Китай—Велика Британія)

### Секція 5. Тибетські породи
Номер стандарту, офіційна назва породи, країна походження
1. 227[317]. Лхаса-апсо (Тибет, Китай—Велика Британія)
2. 231[318]. Тибетський спанієль (Тибет, Китай—Велика Британія)
3. 209[319]. Тибетський тер'єр (Тибет, Китай—Велика Британія
4. 208[320]. Ши-цу (Тибет, Китай—Велика Британія)

### Секція 6. Чивава
Номер стандарту, офіційна назва породи, країна походження
1. 218[321]. Чивава: а) гладкошерстий; б) довгошерстий (Мексика)

### Секція 7. Англійські той-спанієлі
Номер стандарту, офіційна назва породи, країна походження
1. 136[322]. Кавалер-кінґ-чарльз-спанієль (Велика Британія)
2. 128[323]. Кінґ-чарльз-спанієль (Велика Британія)

### Секція 8. Японський хін та пекінез
Номер стандарту, офіційна назва породи, країна походження
1. 207[324]. Пекінез (Китай—Велика Британія)
2. 206[325]. Японський хін (Японія)

### Секція 9. Континентальний той-спанієль та російський той
Номер стандарту, офіційна назва породи, країна походження
1. 77[326]. Континентальний той-спанієль: а) папілон; б) фален (Франція—Бельгія)
2. 352[327]. Російський той: а) гладкошерстий; б) довгошерстий (Росія)

### Секція 10. Кромфорлендер
Номер стандарту, офіційна назва породи, країна походження
1. 192[328]. Кромфорлендер (Німеччина)

### Секція 11. Малі собаки типу молосів
Номер стандарту, офіційна назва породи, країна походження
1. 140[329]. Бостонтер'єр (США)
2. 253[330]. Паґ, мопс (Велика Британія)
3. 101[331]. Французький бульдоґ (Франція)

## 10 Група МКФ. ХОРТИ
Перелік порід собак 10 групи МКФ відповідно до документа Circular #72/1997 від 20.11.97:

### Секція 1. Довгошерсті та з пачосами
Номер стандарту, офіційна назва породи, країна походження
1. 228[332]. Афганський хорт (Афганістан—Велика Британія)
2. 269[333]. Салукі (Середній Схід—МКФ)
3. 193[334]. Російський мисливський хорт (Росія)

### Секція 2. Жорсткошерсті
Номер стандарту, офіційна назва породи, країна походження
1. 160[335]. Ірландський вольфгаунд (Ірландія)
2. 164[336]. Діргаунд (Велика Британія)

### Секція 3. Короткошерсті
Номер стандарту, офіційна назва породи, країна походження
1. 307[337]. Азавак (Малі—Франція)
2. 162[338]. Випет (Велика Британія)
3. 158[339] Ґрейгаунд (Велика Британія)
4. 285[340]. Іспанський хорт (Іспанія)
5. 200[341]. Італійський хорт (Італія)
6. 333[342]. Польський хорт (Польща)
7. 188[343]. Слюґі (Марокко)
8. 240[344]. Угорський хорт (Угорщина)